# ベン&ジェリーズ
ベン&ジェリーズ（Ben & Jerry's）は、アメリカ合衆国のアイスクリームのブランド名の一つ。ベン&ジェリーズ・ホームメイド・ホールディングス（Ben & Jerry's Homemade Holdings）により所有および製造されており、2000年からは、ユニリーバの傘下会社になっている。
1978年5月にベン・コーヘンとジェリー・グリーンフィールドにより2人の名前を取って設立された。バーモント州のサウスバーリントンに本部がある。
世界27か国の815店舗（2012年1月現在）で展開しているほか、スーパーマーケットやコンビニエンスストアなどでの販売も行なっている。また、年に一度、終日にわたって無料でアイスクリームをふるまう「フリーコーンデー」が行われている。

## 日本での展開
日本では1997年にセブンイレブンで販売したことがあったが、ブランドイメージを浸透できずに短期間で撤退した。
その後、2012年（平成24年）4月14日に東京・表参道ヒルズ「BEN&JERRY's 表参道ヒルズ店」がオープンした事で（2017年12月閉店）、日本再進出した。同年12月1日には2号店をコピス吉祥寺に（2016年6月閉店）、2013年1月17日には3号店をアーバンドック ららぽーと豊洲に開いている。2014年3月からは、ミニカップ入り商品を食料品店などを通して販売開始した。
しかし、2020年1月13日にららぽーと豊洲店を閉店し、同年3月にはミニカップ商品の納品も終えて、再度日本から撤退する方針が明らかになった。その理由について、商品の国内生産を検討していたが、基準に合う原材料の調達ができなかった点を挙げている。